# تارلان غولياف
تارلان غولياف (19 أبريل 1992 بباكو في أذربيجان - ) هو لاعب كرة قدم أذربيجاني في مركز الدفاع. شارك مع منتخب أذربيجان تحت 17 سنة لكرة القدم ومنتخب أذربيجان تحت 19 سنة لكرة القدم ومنتخب أذربيجان تحت 21 سنة لكرة القدم ومنتخب أذربيجان لكرة القدم. أما مع النوادي، فقد لعب مع نادي قره باغ ونادي كاباز ونادي نيفتشي باكو ونادي سومقاييت.

## روابط خارجية
- تارلان غولياف على موقع الاتحاد الأوربي (الإنجليزية)
- تارلان غولياف على موقع قاعدة بيانات كرة القدم.إي يو (الإنجليزية)
- تارلان غولياف على موقع ناشيونال فوتبول تيمز (الإنجليزية)
- تارلان غولياف على موقع Soccerway.com (الإنجليزية)
- تارلان غولياف على موقع عالم كرة القدم.نت (الإنجليزية)
- تارلان غولياف على موقع AS.com (الإسبانية)